# Dagsböter
Dagsböter (plural av dagsbot) är en form av böter där antalet dagsböter beror på brottets straffsats och svårighet eller straffvärde, och varje dagsbots storlek på den dömdes inkomst. Dagsböter utdöms i bland annat Sverige, Finland, Danmark, Tyskland, Österrike, Liechtenstein och Kroatien. Detta skiljer sig från penningböter som uppgår till ett fast belopp.

## Dagsböter i Sverige
Dagsböter utdöms vid lindriga brott som dock bedöms grövre än t.ex. fortkörning. 
Dagsboten består av två delar: antal dagsböter och bötesbeloppet, till exempel 50 dagsböter à 70 kr blir 3 500 kr i böter. Antalet dagsböter bestäms av hur grovt brottet anses vara till som lägst 30 och maximalt 150.
Varje dagsbot fastställs till ett visst belopp mellan 50 och 1 000 kronor. Bötesbeloppet bestäms av personens inkomst. Två personer kan alltså dömas för likadana brott, få samma antal dagsböter, men olika bötesbelopp eftersom de har olika inkomster. Bötesbeloppet är inte fastställt i lag, men beräkningen följer givna riktlinjer. Lägsta bötesbelopp är 750 kr.